# Gerhard K. B. Alberti
Gerhard Karl Bernhard Alberti (* 22. Juni 1931 in Merseburg; † 15. Oktober 2019) war ein deutscher Paläontologe.

## Leben

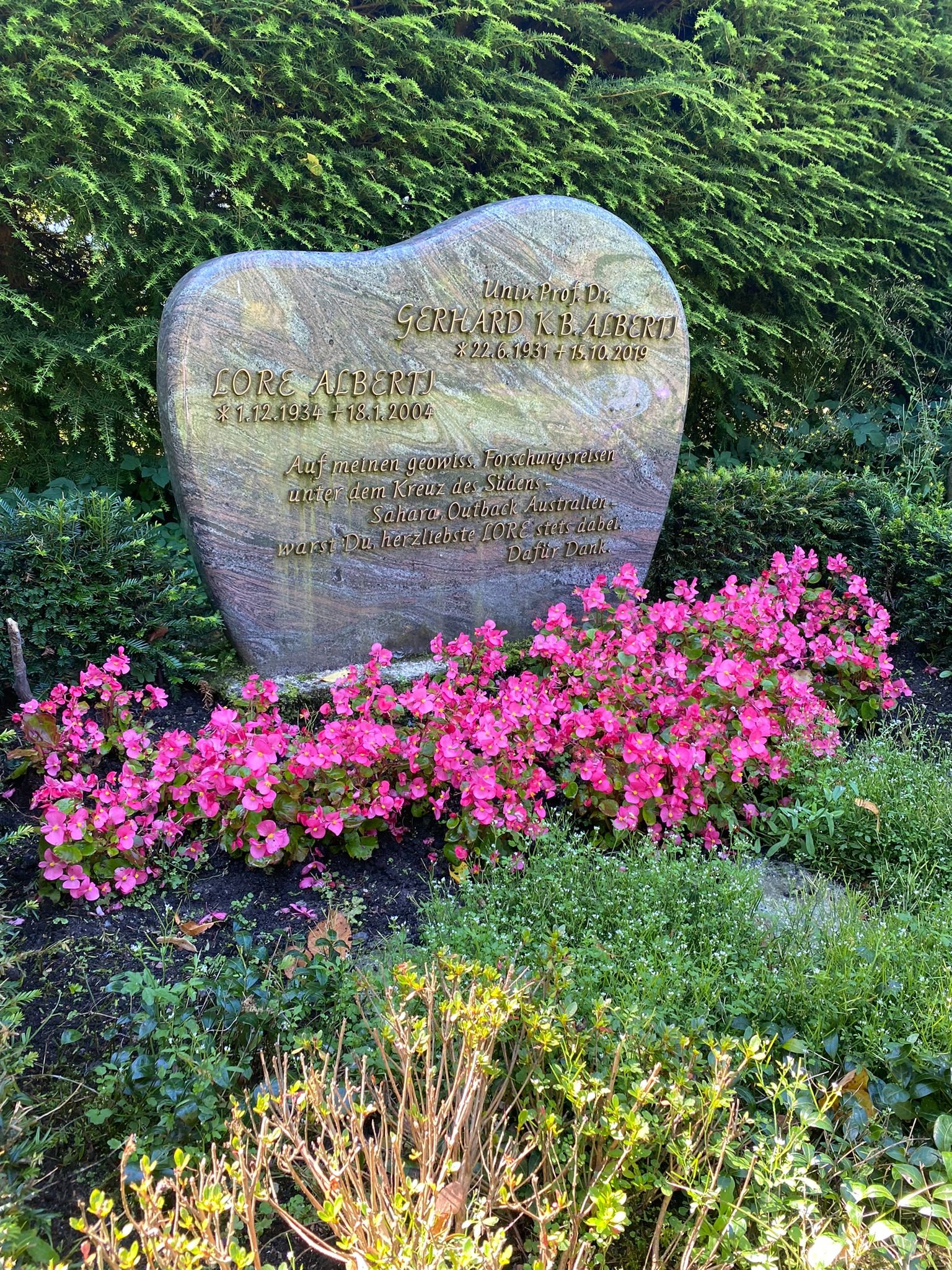
Grabstätte auf dem Friedhof Großhansdorf

1955 erwarb er sein Diplom als Geologe in Berlin und war bis 1958 in der Staatlichen Geologischen Kommission in Berlin. 1959 wurde er an der Universität Tübingen promoviert mit einem Thema aus der Mikropaläontologie (Zur Kenntnis mesozoischer und alttertiärer Dinoflagellaten und Hystrichosphaerideen von Nord- und Mitteldeutschland). Danach ging er nach Hamburg als Assistent an das Geologische Staatsinstitut.
Alberti habilitierte sich 1967 in Hamburg und war seit 1971 Professor am Geologischen Staatsinstitut der Universität Hamburg. Er ist bekannt für ein Standardwerk über die Trilobiten Marokkos (einer klassischen Fundstelle), dessen erster Teil 1969 erschien (gleichzeitig seine Habilitationsschrift). Neben Trilobiten bearbeitete er auch unter anderem Tentakuliten aus dem Devon. Neben Nordafrika forschte er auch auf Sardinien.
Er veröffentlichte auch mit seiner Frau Lore Alberti (1934–2004). Das Ehepaar ruht auf dem Friedhof der Gemeinde Großhansdorf.

## Schriften
- Trilobiten des jüngeren Siluriums sowie des Unter- und Mitteldevons.

1. Mit Beiträgen zur Silur-Devon-Stratigraphie einiger Gebiete Marokkos und Oberfrankens (Abhandlungen der Senckenbergischen Naturforschenden Gesellschaft; Bd. 520). 1969, S. 1–692 (zugl. Habilitationsschrift, Universität Hamburg 1966).
2. (Abhandlungen der Senckenbergischen Naturforschenden Gesellschaft; Bd. 525). 1970, S. 1–239.
3. (Senckenberg Lethaea; Bd. 62). 1981, S. 1–75.
4. (Senckenberg Lethaea; Bd. 64). 1983, S. 1–87.